# Ledarhund

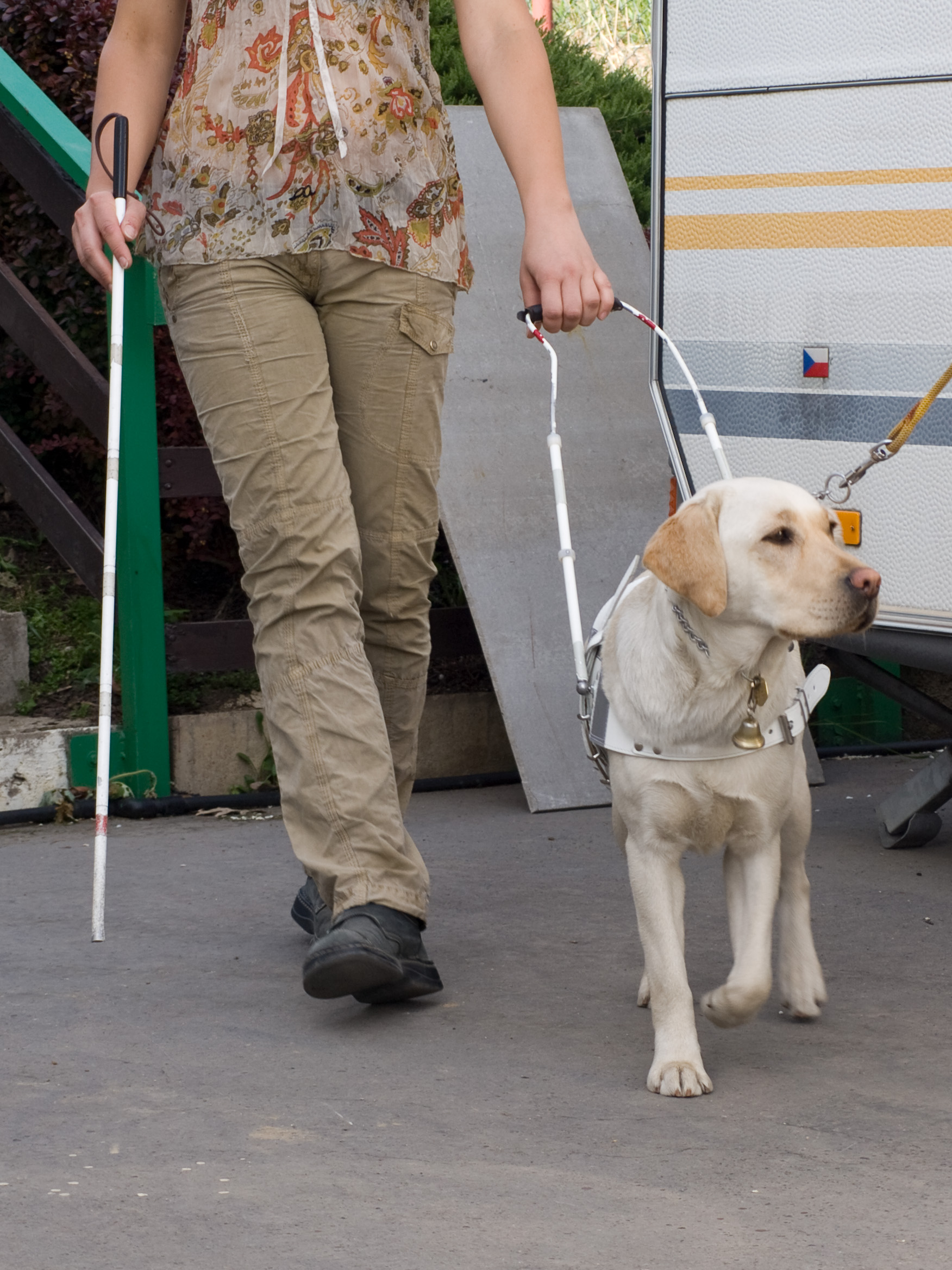
Ledarhund som leder en blind kvinna.

En ledarhund, tidigare ofta kallad blindhund, är en speciell typ av tjänstehund som används för att leda människor med synfel. Ledarhundens uppgift är att på ett säkert sätt leda synskadade genom att väja för hinder samt stanna vid trottoarkanter och trappor. Ledarhunden är också tränad för att söka upp saker i närmiljön, såsom bänkar, diskar i butiker och stolpar. Ledarhunden är också tränad i apportering så den kan plocka upp föremål åt sin förare.
När ledarhunden arbetar bär den en sele. I Sverige är selen vanligen vit, men även en svart och vit sele med texten Ledarhund förekommer. Ledarhundsföraren har också ett tjänstehundskort för att styrka att hunden verkligen är en ledarhund.
När ledarhunden har sin sele på sig är den i arbete och det är mycket viktigt att inte störa den i dess arbete genom att prata med den, klappa den eller liknande. Även när hunden inte är i arbete är det viktigt att alltid få förarens tillstånd innan man tar kontakt med hunden. När ledarhunden inte arbetar är den som vilken familjehund som helst, fast oftast med lite striktare regler kring lek, då exempelvis dragkamp eller bollkastning kan göra hunden ouppmärksam i arbetet med sele.
Internationella ledarhundsdagen firas den sista onsdagen i april.

## Ledarhundar i Sverige
I Sverige fanns 2014 drygt 300 ledarhundar. De vanligaste raserna är labrador retriever och schäfer. I Sverige är det Synskadades Riksförbund som på statens uppdrag ansvarar för att utfärda dispositionsrätt samt tilldelning och återtagande av ledarhundar i enlighet med Lag (2005:340) om överlämnande av vissa förvaltningsuppgifter till den ideella föreningen Synskadades Riksförbund. För att kunna få dispositionsrätt för ledarhund krävs att man är blind eller gravt synskadad. Det är en vanlig missuppfattning att ledarhundsförare alltid är helt blinda.
Det är flera leverantörer som delar på uppdraget att leverera ledarhundar åt Synskadades Riksförbund. 2014 slöts avtal med fyra leverantörer, Dogs In Service and Aid, Kustmarkens Hundtjänst, Kyno-Logisch och Lunds Hundetjenster. Kyno-Logisch har senare avsagt sig avtalet och levererar inte längre ledarhundar i Sverige. Dessa upphandlingar sköts av Myndigheten för delaktighet, MFD.
Ledarhundar är undantagna från lagen om koppeltvång, deras förare är också befriade från att plocka upp efter hunden. Ledarhundar har tillträde till många miljöer där andra hundar inte är välkomna, såsom Försäkringskassan, Apoteket och andra offentliga lokaler samt livsmedelsbutiker och restauranger - om ägaren så medger - liksom i de delar av kollektivtrafiken där pälsdjur annars är otillåtna. I livsmedelsbutiker måste dock personalen i butiken se till så att inte livsmedel kan kontamineras. I Sverige får ledarhunden utan kostnad åka med i bussen, tåget och inrikesflygplanet. Hos SJ får ledarhundar åka var som helst i tåget och inte bara i "Djurtillåtet", ledarhundsföraren kan också kostnadsfritt boka en extra plats åt ledarhunden.